# Готові на все (Доктор Хаус)
«Готові на все» (англ. Whatever It Takes)  — шоста серія четвертого сезону американського телесеріалу «Доктор Хаус». Прем'єра епізоду проходила на каналі FOX 23 жовтня 2007. Нова команда Хауса має врятувати молоду автогонщицю, а Хаус — працівника ЦРУ.

## Сюжет
Після автогонок молода автогонщиця Кейсі починає бачити розмиту картинку і майже перестає чути, невдовзі вона непритомніє. Під час ознайомлення зі справою до Хауса звертається представник ЦРУ і просить його допомогти поставити діагноз одному з працівників. Команда приходить до висновку, що у пацієнтки був звичайний тепловий удар, але для перевірки роблять КТ і повний огляд. Нічого з цього не виявило проблем, проте Бреннан впевнений, що у дівчини знижений глибокий рефлекс. Це може вказувати на Міллера-Фішера, але Форман вважає, що для такого діагнозу мало доказів. Невдовзі у Кейсі трапляється напад, що стає ще одним симптомом для Фішера. Ще через який час у пацієнтки виникає жар і марення, проте це вже не могло бути викликано Фішером.
У відділку ЦРУ Хаус знайомиться з головним лікарем Самірою Тьорзі, яка показує йому та ще одному лікарю свого пацієнта (кодове ім'я Джон). У Джона великі опіки, а всі тести і аналізи негативні. Також Саміра розповідає, що останні 11 місяців Джон провів у Болівії і їв якість каштани. Хаус вважає, що у чоловіка панкреатит, але інший лікар думає, що у нього променева хвороба. Доктор Тьорзі погоджується з останньою думкою. В лікарні Форман намагається запевнити команду, що Кейсі потрібно лікувати від мультисклерозу. Але команда хоче набрати бали у Хауса, тому Форман дає їм 3 години, щоб ті змогли зробити різні тести. Через три години ситуація не змінюється і Форман вирішує почати лікування від склерозу. Проте Ембер і Тауб впевнені, що це вовчак і першими дають ліки, які згодом викликають параліч ніг. Тепер найкращий варіант — ботулізм. Але Бреннан впевнений, що у Кейсі поліомієліт. Через маленькі сутички в минулому Форман відсторонює Бреннана від справи. Команда бере аналіз на ботулізм і починає лікування.
У відділку ЦРУ Хаус вирішує прибрати ліки від променевої хвороби і починає свій курс лікування. Невдовзі пацієнту покращує, але тепер він перестає реагувати. Хаус змінює свою думку і запевнює доктора Тьорзі, що у Джона рак крові. Від безвиході вона погоджується на лікування. Невдовзі Хаус помічає, що у чоловіка почало випадати волосся. А це говорить, що інший лікар був правий. Бреннан робить тест на поліомієліт і він виявляється позитивний. Форман знову залучає його до справи і розуміє, що пацієнтка скоро помре. Але Бреннан згадує тести в 50-х роках. Хворим на поліомієліт давали великі дози вітаміну С, проте проєкт закрили через недостатнє фінансування.
З розмови з Джоном Хаус розуміє, що той був не в Болівії, а в Бразилії. Джон їв каштани, але в Бразилії бразильські горіхи називають каштанами. Отже через передозування селеном Джону і стало гірше. ЦРУ починає лікування і чоловік одужує. В лікарні команда вимушена почати експериментальне лікування. Через деякий час Кейсі також одужує. Хаус повертається в лікарню і Форман каже, що перевірив аналізи — Кейсі не була хвора на поліомієліт. Бреннан признається, що підробив тести і виправдовує себе тим, що хотів, щоб тести з вітаміном С знову почали фінансуватись. Хаус звільняє його. Саміра Тьорзі звільняється з ЦРУ і просить Хауса, щоб той взяв її до своєї команди.